# 孙绰
孙绰（314年—371年），字兴公，太原郡中都县（今山西省平遥县西南）人。
晋室东渡後，移居会稽（今浙江绍兴）。孙绰早年寫有《遂初赋》、《遊天台山賦》。《詩品》稱孫“彌善恬淡之詞”。袭父爵为长乐侯，歷官太学博士、尚书郎，与名僧竺道潜、支遁有往來。累官至廷尉卿，領著作。孙绰很滿意自己的《遊天台山賦》，曾對范啟說：“卿試擲地，要作金石聲。”

## 家族
祖父孙楚。父孫纂。兄孫統。
子孫嗣，曾任中軍參軍。女孫阿恒，王虔之妻